# Café Landtmann
Café Landtmann er en café og restaurant i Wien. Den blev etableret i 1873, og er et af de fremmeste eksempler på klassiske caféer i den østrigske hovedstad.
Caféen har siden grundlæggelsen været et vigtigt mødested for byens intellektuelle, som blandt andre talte Sigmund Freud, Gustav Mahler og Josef Breuer. Under befrielsen af Wien henimod afslutningen af anden verdenskrig, stormede russiske soldater caféen og skød interiøret i stykker. Stedet blev senere restaureret og genåbnet.
Beliggende i nærheden af det østrigske parlament, er caféen i dag et populært samlingspunkt for politikere, journalister og forretningsfolk.